# Now and Then (песня)
«Now and Then» (с англ. — «Теперь и тогда») — песня The Beatles, первоначально записанная Джоном Ленноном в качестве сольного фортепианно-вокального демо в конце 1970-x. После смерти Леннона она рассматривалась как возможный третий сингл воссоединения The Beatles для их автобиографического документального проекта The Beatles Anthology 1995 года, следующий за «Free as a Bird» и «Real Love», но была отложена до 2022 года. Релиз песни состоялся 2 ноября 2023 года. В нём представлены новые записи Пола Маккартни и Ринго Старра, гитарные треки Джорджа Харрисона с заброшенных сессий 1995 года и голос Леннона, извлечённый из оригинального демо с использованием технологии демиксирования, использованной режиссёром Питером Джексоном для документального фильма 2021 года The Beatles: Get Back.
Песня заняла первое место в Великобритании, став 18-м чарттоппером группы в UK Singles Chart, спустя рекордные 54 года после «The Ballad of John and Yoko» (1969). Композиция победила в номинации «Грэмми» лучшее рок-исполнение, спустя 28 лет после «Free as a Bird»

## Создание
Леннон написал песню в конце 1970-х годов. Он записал незаконченную демо-версию музыки к ней у себя дома в Дакота Билдинг в Нью-Йорке. Текст песни типичен для поздних апологетических песен о любви, которые Леннон писал во второй половине своей карьеры. По большей части стихи почти закончены, хотя есть ещё несколько строк, которые Леннон не дописал на демозаписи.

## Версия The Beatles
В январе 1994 года вдова Леннона Йоко Оно подарила Полу Маккартни две магнитофонные кассеты, на которых были домашние записи песен, которые Леннон так и не завершил и не выпустил коммерчески. Песни на одной из кассет включали в себя в конечном итоге завершенные и выпущенные «Free as a Bird» и «Real Love». Две другие песни на другой кассете — «Grow Old with Me» и «Now and Then» — содержались на кассете с надписью «For Paul», которую Йоко Оно подарила Маккартни в 1994 году, когда Леннон был посмертно введён в Зал славы рок-н-ролла. «Grow Old with Me» уже была выпущена в 1984 году на посмертном альбоме Milk and Honey, поэтому The Beatles обратили свое внимание на «Now and Then». В марте 1995 г. трое остальных участников группы приступили к работе над песней, записав черновой бэк-трек, который должен был быть использован в качестве наложения. Однако спустя всего два дня работа над песней была прекращена, и планы по выпуску третьего сингла воссоединения были отброшены.
Продюсер Джефф Линн сообщил, что работа над «Now and Then» состояла всего лишь из «одного дня — одного полудня, на самом деле, — возиться с ней. У песни был припев, но почти полностью отсутствовали куплеты. Мы записали бэк-трек в черновом варианте, который, правда, не закончили». Дополнительным фактором, побудившим отказаться от песни, стал технический дефект в оригинальной записи. Как и в случае с «Real Love», на протяжении всей демозаписи Леннона слышен 60-герцовый сетевой гул. Однако на «Now and Then» он был заметно громче, что значительно затрудняло его устранение.
Проект был в значительной степени отложен из-за неприязни Джорджа Харрисона к этой песне. Позже Маккартни заявил, что Харрисон назвал демозапись Леннона «грёбаным отстоем» («fucking rubbish»). Маккартни сказал Q в 1997 году, что «Джорджу [Харрисону] она не понравилось. The Beatles — демократичная группа, и мы не стали её делать». Неназванный участник сессий сказал The Daily Express: «Джордж просто не хотел переделывать песню, потому что дело не в том, чтобы добавить немного вокала или немного баса и барабанов, чтобы закончить её. В этом случае нужно действительно выстроить песню».
В документальном фильме Джеффа Линна, показанном на BBC Four в 2012 году, Пол Маккартни высказался об этой песне: «И была ещё одна, над которой мы начали работать, но Джордж отказался от неё… она все ещё не готова, так что я собираюсь присоединиться к Джеффу и сделать её. Закончу её, когда-нибудь».
В октябре 2021 года Маккартни заявил, что всё ещё надеется закончить трек. 13 июня 2023 года он рассказал программе Today на BBC Radio 4, что «только что закончил» работу по извлечению голоса Леннона из старой демо-версии последнего, чтобы завершить песню, используя (по его словам) искусственный интеллект. Назвав проект «последняя запись Beatles» («the final Beatles record»), он не сообщил название; однако BBC News сообщила, что, скорее всего, это песня «Now and Then». Его выпуск запланирован на конец 2023 года. Говоря об использовании технологии искусственного интеллекта (точнее, технологии разделения источников звука), Пол заявил в июне 2023 года, что «ничто не было создано искусственно или синтетически синтезируемым способом. Все это реально, и мы все играем это. Мы очистили некоторые существующие записи — процесс, который длился годами».
25 октября 2023 года на официальном сайте The Beatles и в Твиттере было опубликовано изображение кассеты с надписью об авторских правах, в которой в качестве владельцев указаны «Йоко Оно Леннон, MPL Communications Ltd, G.H. Estate Ltd и Startling Music Ltd». На следующий день была подтверждена дата релиза: 2 ноября 2023 года, с новым стерео ремиксом на «Love Me Do» на другой стороне двойного сингла.

## Бутлеги и новости
На протяжении 2005 и 2006 годов в прессе появлялись сообщения о том, что Маккартни и Старр выпустят полную версию песни в будущем. 29 апреля 2007 года The Daily Express сообщила, что песня может быть выпущена одновременно с первым выпуском каталога The Beatles для цифровой загрузки. В том же году появились дополнительные сообщения о том, что Маккартни надеялся завершить песню как «композицию Леннона-Маккартни», написав новые куплеты, записав новую партию ударных Ринго Старра и используя архивные записи гитарных работ Харрисона.
Единственной (официальной) доступной записью песни до релиза в 2023 году являлась оригинальная демозапись Леннона. В феврале 2009 года она была выпущена на бутлег-диске, взятом из другого источника, без «гула», который помешал записи песни Битлз в 1995 году.

## Музыкальное видео
3 ноября 2023 года вышел музыкальный клип на песню «Now and Then». В качестве режиссера пригласили Питера Джексона, который соединил на экране архивные записи молодых битлов и кадры с Полом Маккартни и Ринго Старром, снятые в 2023 году.

## Участники записи
- Джон Леннон — вокал и бэк-вокал
- Пол Маккартни — вокал и бэк-вокал, бас-гитара, гавайская гитара, фортепиано, электроклавесин, шейкер
- Джордж Харрисон — бэк-вокал, акустическая гитара, электрогитара
- Ринго Старр — бэк-вокал, ударные, бубен, шейкер

## Чарты
| Чарт (2023)                                  | Высшая позиция |
| -------------------------------------------- | -------------- |
| Канада (Billboard Canadian Hot 100)          | 79             |
| Германия (GfK)                               | 1              |
| Мир (Billboard Global 200)                   | 152            |
| Ирландия (IRMA)                              | 4              |
| Япония (Japan Hot 100)                       | 41             |
| Япония (Digital Singles, Oricon)             | 4              |
| Нидерланды (Tipparade)                       | 27             |
| Республика Корея (BGM, Circle)               | 32             |
| Республика Корея (Download, Circle)          | 124            |
| Швейцария (Schweizer Hitparade)              | 85             |
| Великобритания (OCC UK Singles)              | 1              |
| США (Billboard Bubbling Under Hot 100)       | 5              |
| США (Billboard Hot Rock & Alternative Songs) | 11             |
| США (Billboard Rock & Alternative Airplay)   | 37             |
| США (Billboard Digital Song Sales)           | 1              |

## В популярной культуре
Инструментальная версия композиция была использована в фильме «Аргайл» 2024 года.